# Asamblea Nacional de Seychelles
La Asamblea Nacional de la República de las Seychelles (francés: Assemblée nationale, criollo: Lasanble Nasyonal) es el órgano unicameral que ostenta el poder legislativo de Seychelles.

## Sistema electoral
Está compuesta por entre 31 y 35 escaños (varía según el resultado electoral) elegidos para un mandato de cinco años reelegibles mediante un sistema paralelo que combina el escrutinio mayoritario uninominal con la representación proporcional.De los 35 escaños que se compone la Asamblea, 25 son elegidos en circunscripciones de un solo miembro por simple mayoría de votos, mientras que los restantes son designados en base al voto popular obtenido por cada partido a nivel nacional. Puede haber entre 6 y 10 escaños designados dependiendo de la cantidad de partidos que hayan superado el 10% de los votos, y un partido recibirá un escaño proporcional por cada vez que supere este porcentaje.